# Oenothera grandiflora
Oenothera grandiflora är en dunörtsväxtart som beskrevs av L. Oenothera grandiflora ingår i släktet nattljussläktet, och familjen dunörtsväxter. Inga underarter finns listade i Catalogue of Life.